# Claira
Claira (în catalană Clairà) este o comună în departamentul Pyrénées-Orientales din sudul Franței. În 2009 avea o populație de 3.519 de locuitori.

## Evoluția populației
| An        | 1975  | 1982  | 1990  | 1999  | 2006  | 2009  |
| --------- | ----- | ----- | ----- | ----- | ----- | ----- |
| Populație | 1.249 | 1.415 | 2.117 | 2.625 | 3.365 | 3.519 |